# Friedrich Simmler
Friedrich Karl (Carl) Joseph Simmler (* 4. März 1801 in Hanau, Landgrafschaft Hessen-Kassel; † 2. November 1872 in Aschaffenburg, Königreich Bayern) war ein deutscher Landschafts-, Porträt- und Tiermaler der Münchner und Düsseldorfer Schule.

## Leben
Mit 16 Jahren begann Simmler zunächst eine kaufmännische Ausbildung in Mainz. Gleichzeitig nahm er in dieser Zeit Unterricht bei den Landschaftsmalern Johann Kaspar Schneider und Louis Catoir. Am 4. November 1822 schrieb er sich an der Akademie der Bildenden Künste München im Fach Malerei ein. Bis Oktober 1823 waren dort Wilhelm von Kobell, Johann Peter von Langer und Max Josef Wagenbauer seine Lehrer. Im Winter 1823/1824 studierte er an der Akademie in Wien, wohin er nach einem Aufenthalt in Geisenheim und München im Frühjahr 1825 zurückkehrte und wo er bis Frühjahr 1827 blieb. 1827/1828 hielt er sich in Italien auf. Bis Ende Juni 1828 weilte er in Rom. Bis 1832 wohnte er anschließend in Geisenheim. Bis 1835 lebte er danach in Düsseldorf, war Mitglied des Künstlervereins Malkasten und nahm Einflüsse der Düsseldorfer Malerschule in seine künstlerische Arbeit auf. Mit seinen Kollegen Andreas Achenbach, Caspar Scheuren und Johann Wilhelm Schirmer führte er Gemeinschaftsarbeiten aus, wobei er die Tierstaffagen übernahm. Außerdem gab Simmler dort Privatunterricht. Von 1835 bis 1862 nahm er dann wieder seinen Wohnsitz in Geisenheim, wo 1840 sein Sohn Wilhelm († 1923) geboren wurde, der ebenfalls Maler werden sollte. Drei weitere Kinder beschritten künstlerische Laufbahnen: Joseph Simmler (1842–1899), Illustrator, Franz Joseph Simmler (1846–1926), Bildschnitzer, und Antonia Simmler (1852–1923), Illustratorin. 1862 zog Simmler nach Aschaffenburg, wo er zehn Jahre später starb.

## Werke (Auswahl)

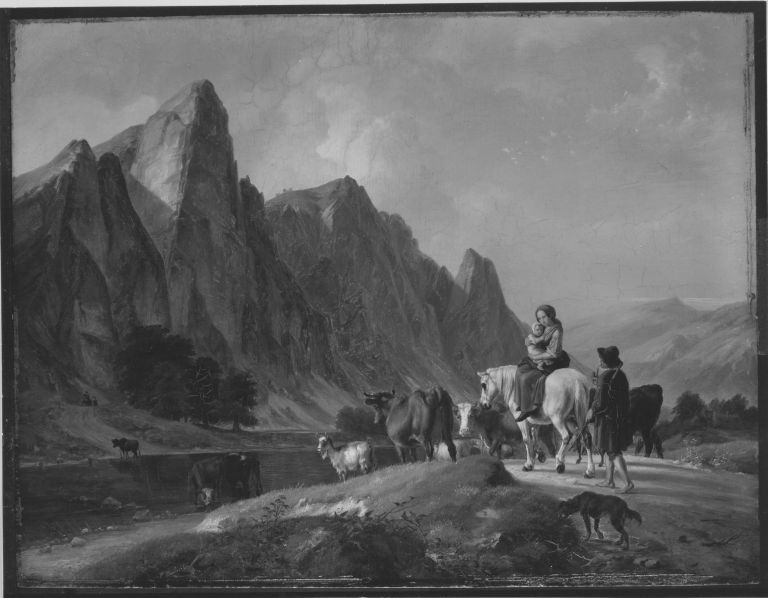
Gebirgslandschaft mit Viehherde an einer Furt, um 1840, Neue Pinakothek München

Neben Ölgemälden schuf Simmler Kupferstiche, Lithografien und Aquarelle. Seine Werke, oft pastorale Landschaften, wurden in der Mitte des 19. Jahrhunderts als der Düsseldorfer Malerschule zugehörig aufgefasst und entsprechend in der Düsseldorf Gallery in New York ausgestellt.
- Mittagsruhe am Starhemberger See, 1833
- Hirtenjunge mit Horn- und Wollvieh, 1834
- Niederländische Meierei, 1834
- Heimkehr der Herde, 1834
- Bauernhof am Morgen, 1834
- Viehweide, 1834
- Niederländische Meierei mit Stier und Kühen, 1834
- Stier mit zwei Schafen, 1834
- Kuh vor dem Bauernhause, 1834
- Der Frühling (Viehstück), 1835
- Tiergruppe auf der Weise, 1835
- Niederländische Waldpartie, 1835
- Niederländisches Dorf am Kanal, 1835
- Kühe auf der Weide bei aufsteigendem Gewitter, 1835[3]
- Wiese mit weidendem Vieh, 1838
- Mittagsruhe, 1838
- Heimkehrende Schafherde bei einem Gewitter, 1858[4]